# Zacharie Boucher
Pour les articles homonymes, voir Boucher.
Zacharie Boucher, né le 7 mars 1992 à Saint-Pierre (La Réunion), est un footballeur français qui évolue au poste de gardien de but à l'ESTAC Troyes.

## Biographie

### Formation
Originaire de La Réunion, Zacharie Boucher naît le 7 mars 1992 à Saint-Pierre. À l'âge de 8 ans, en 2000 il intègre l'US Stade Tamponnaise, rival de la Saint-Pierroise.
En 2006, il quitte son club formateur, après six ans passés là-bas, pour aller au CREPS Réunion. Il y reste un an avant que le responsable du CREPS, Yves Dupuy (ancien du centre de formation du Havre AC) lui propose d'aller faire un stage d'une semaine avec le Havre AC. Boucher accepte cette proposition et part donc en métropole. À la fin du stage d'une semaine, il retourne à La Réunion, et deux semaines plus tard le HAC lui propose d'intégrer le centre de formation des moins de 16 ans, ce qu'il accepte.
Il intègre les Ciel et Marine en juillet 2007. Durant ses premiers mois, il a du mal à s'intégrer dans le groupe normand, mais après le travail, la compétition et la solidarité, entre les Réunionnais du club, il réussit à s'acclimater à sa nouvelle équipe.

### Débuts professionnels réussis au Havre
Le 29 juillet 2011, lors du premier match de la saison 2011-2012, face au Angers SCO, à l'extérieur, il entre en piste pour son premier match professionnel, à la 24e minute, à la suite de la blessure du gardien titulaire Johny Placide. À la 73e minute de jeu, les Angevins obtiennent un penalty, Claudiu Keșerü prend les responsabilités de le tirer, mais Zacharie Boucher part du bon côté, et arrête donc la frappe à ras de terre, cet arrêt maintien le score de 2 à 0 en faveur du HAC. Sept minutes plus tard, il encaisse le premier but de sa carrière professionnelle par Malik Couturier. Durant le temps additionnel, l'arbitre de la rencontre, M. Rouinsard accorde un penalty aux locaux pour une main de Benjamin Genton dans la surface de réparation, cette fois ci, c'est le Congolais, Férébory Doré qui se charge de frapper le penalty, mais décidément bien inspiré il détourne de nouveau le penalty d'Angers. Cela permet aux Havrais de tenir leur avantage de 2-1 à seulement quelques secondes du coup de sifflet final,,.
Le 19 mai 2013, il obtient le titre de meilleur gardien de Ligue 2 décerné par l'UNFP.

### Toulouse FC
Le 21 janvier 2014, lors du mercato d'hiver, Zacharie quitte son club formateur, Le Havre AC, pour s'engager pour 3 ans et demi avec le Toulouse FC. Il dispute son premier match de Ligue 1 avec son nouveau club le 2 février 2014 face à l'Olympique de Marseille. Il encaisse deux buts dans un match qui se solde par un match nul.

### AJ Auxerre

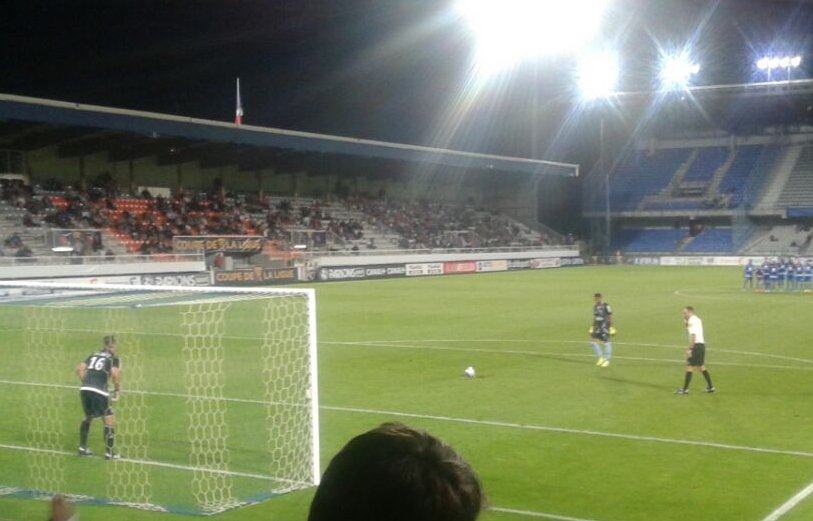
Zacharie Boucher juste avant d'effectuer un tir au but lors de la rencontre AJ Auxerre - FBBP 01 lors du 1er tour de la Coupe de la Ligue 2016-2017.

Arrivé à l'AJ Auxerre lors du mercato estival 2015-2016 pour une indemnité estimée à moins de 500 000 euros en remplacement de Donovan Léon, Zacharie Boucher s'impose comme numéro 1 au devant de Geoffrey Lembet.
Lors des saisons 2015-2016 et 2016-2017, il est considéré comme l'une des valeurs sûres du club. L'AJ Auxerre termine notamment quatrième défense ex æquo de Ligue 2 lors de la saison 2016-2017 malgré une piètre dix-septième place au classement. Il est également remarqué pour avoir été le cinquième tireur lors d'une séance de tirs au but entre Bourg-en-Bresse et Auxerre lors du premier tour de la Coupe de Ligue 2016-2017, événement inhabituel pour un gardien de but.
En juin 2017, il prolonge son engagement avec le club de l'AJ Auxerre jusqu'en 2020.
Le 17 novembre 2017, il participe à son centième match professionnel à l'AJ Auxerre lors d'une défaite 1-0 contre le Clermont Foot 63.
Lors de la troisième rencontre de la saison 2017-2018, il perd sa place de titulaire au profit de Quentin Westberg. Le club justifie ce choix afin de provoquer des réactions et remettre de la concurrence.

### Angers SCO
Après les deux premières journées de la saison 2018-2019 où il concède 6 buts, il perd sa place de titulaire à l'AJ Auxerre. Le 31 août 2018, il s'engage finalement au SCO d'Angers pour un prêt d'un an afin de remplacer Mathieu Michel qui fait le chemin inverse.

### SC Bastia
Il s'engage avec le SC Bastia en janvier 2022 pour une durée de 6 mois. En juin 2022, il prolonge son contrat de 2 ans.

### ESTAC Troyes
Il signe définitivement à l'ESTAC en juillet 2024.

## En sélection
En juin 2013, il atteint la troisième place du Festival des Espoirs de Toulon avec l’équipe de France des moins de 20 ans. Il reçoit à l'issue du festival, la récompense de meilleur gardien du tournoi.
Pendant une année, à la suite de ce tournoi, l'ancien Havrais est sélectionné dans l'équipe de France espoirs au même titre que Alphonse Areola et Mouez Hassen.
D'origine malgache, il est contacté en mars 2018 pour rejoindre l'équipe nationale de Madagascar.

## Statistiques
| Saison                | Club                  | Championnat           | Championnat | Championnat | Coupe nationale | Coupe nationale | Coupe de la Ligue | Coupe de la Ligue | Total | Total |
| Saison                | Club                  | Division              | M.          | B.          | M.              | B.              | M.                | B.                | M.    | B.    |
| 2011-2012             | Le Havre AC           | Ligue 2               | 16          | 0           | -               | -               | 1                 | 0                 | 17    | 0     |
| 2012-2013             | Le Havre AC           | Ligue 2               | 29          | 0           | 3               | 0               | 1                 | 0                 | 33    | 0     |
| 2013-2014             | Le Havre AC           | Ligue 2               | 20          | 0           | -               | -               | -                 | -                 | 20    | 0     |
| Sous-total            | Sous-total            | Sous-total            | 65          | 0           | 3               | 0               | 2                 | 0                 | 70    | 0     |
| 2013-2014             | Toulouse FC           | Ligue 1               | 17          | 0           | -               | -               | -                 | -                 | 17    | 0     |
| 2014-2015             | Toulouse FC           | Ligue 1               | 15          | 0           | -               | -               | -                 | -                 | 15    | 0     |
| Sous-total            | Sous-total            | Sous-total            | 32          | 0           | -               | -               | -                 | -                 | 32    | 0     |
| 2015-2016             | AJ Auxerre            | Ligue 2               | 36          | 0           | -               | -               | 2                 | 0                 | 38    | 0     |
| 2016-2017             | AJ Auxerre            | Ligue 2               | 38          | 0           | 5               | 0               | 3                 | 0                 | 46    | 0     |
| 2017-2018             | AJ Auxerre            | Ligue 2               | 35          | 0           | -               | -               | 1                 | 0                 | 36    | 0     |
| 2018-2019             | AJ Auxerre            | Ligue 2               | 2           | 0           | -               | -               | -                 | -                 | 2     | 0     |
| 2019-2020             | AJ Auxerre            | Ligue 2               | 1           | 0           | 2               | 0               | 1                 | 0                 | 4     | 0     |
| Sous-total            | Sous-total            | Sous-total            | 112         | 0           | 7               | 0               | 7                 | 0                 | 126   | 0     |
| 2018-2019             | Angers SCO (prêt)     | Ligue 1               | 2           | 0           | -               | -               | 1                 | 0                 | 3     | 0     |
| 2020-2021             | Aris Salonique        | Super Liga            | 9           | 0           | -               | -               | -                 | -                 | 9     | 0     |
| 2021-2022             | SC Bastia             | Ligue 2               | 4           | 0           | -               | -               | -                 | -                 | 4     | 0     |
| 2022-2023             | SC Bastia             | Ligue 2               | 5           | 0           | 4               | 0               | -                 | -                 | 9     | 0     |
| 2023-2024             | SC Bastia             | Ligue 2               | 2           | 0           | -               | -               | -                 | -                 | 2     | 0     |
| Sous-total            | Sous-total            | Sous-total            | 11          | 0           | 4               | 0               | -                 | -                 | 15    | 0     |
| 2023-2024             | ESTAC Troyes (prêt)   | Ligue 2               | -           | -           | -               | -               | -                 | -                 | 0     | 0     |
| 2024-2025             | ESTAC Troyes          | Ligue 2               | 9           | 0           | 1               | 0               | -                 | -                 | 10    | 0     |
| Sous-total            | Sous-total            | Sous-total            | 9           | 0           | 1               | 0               | -                 | -                 | 10    | 0     |
| Total sur la carrière | Total sur la carrière | Total sur la carrière | 240         | 0           | 15              | 0               | 10                | 0                 | 265   | 0     |

## Palmarès
- Vainqueur du Trophée UNFP du meilleur gardien de but de Ligue 2 en 2013